# 非洲多棘鱸
非洲多棘鱸（學名：Polycentropsis abbreviata），又稱西非葉鱸，為輻鰭魚綱卵附系葉鱸科的其中一種，分布於非洲貝南、奈及利亞十字河、尼日河三角洲、喀麥隆、加彭淡水流域，頰部有6-7列鱗片，側線不完整，尾柄短，尾鰭截短，體色為褐色，頭部及體側具有不規則的深色斑紋，有時會形成大理石紋，魚鰭透明，背鰭硬棘15-17枚；背鰭軟條9-11枚；臀鰭硬棘9-12枚；臀鰭軟條8-9枚，體長可達6.4公分，棲息在熱帶雨林的溪流底中層，生活習性不明，可做為觀賞魚，極具經濟價值。

## 擴展閱讀
維基物種上的相關：非洲多棘鱸